# Championnat du monde de badminton par équipes féminines 2000
Navigation
Hong Kong 1998 Guangzhou 2002
La 18e édition du championnat du monde de badminton par équipes féminines, appelé également Uber  Cup, a eu lieu du 11 au 21 mai 2000 à Kuala Lumpur en Malaisie.

## Format de la compétition
41 nations participent à l'Uber Cup. À l'issue d'une phase de qualifications, 6 équipes accèdent à la phase finale où elles sont rejointes par le tenant du titre et le pays organisateur qui sont qualifiés d'office.
Ces 8 nations sont placées dans 2 groupes de 4 équipes, où chacune rencontre les 3 autres. Les deux premiers se qualifient pour des demi-finales croisées.
Chaque rencontre se joue en 5 matches : 3 simples et 2 doubles qui peuvent être joués dans n'importe quel ordre (accord entre les équipes).

## Qualifications
- Qualifié pour la phase finale

### A Sofia, Bulgarie
| Groupe A           | Groupe A | Groupe A       |
| ------------------ | -------- | -------------- |
| Écosse             | 5-0      | Autriche       |
| Écosse             | 3-2      | Espagne        |
| Écosse             | 4-1      | Irlande        |
| Espagne            | 3-2      | Autriche       |
| Espagne            | 4-1      | Irlande        |
| Irlande            | 4-1      | Autriche       |
| Groupe B           |          |                |
| Pays de Galles     | 5-0      | Mexique        |
| Pays de Galles     | 5-0      | Kazakhstan     |
| Pays de Galles     | 4-1      | Tchéquie       |
| Kazakhstan         | 5-0      | Mexique        |
| Kazakhstan         | 3-2      | Tchéquie       |
| République tchèque | 5-0      | Mexique        |
| Groupe C           |          |                |
| Bulgarie           | 4-1      | Biélorussie    |
| Bulgarie           | 5-0      | Portugal       |
| Biélorussie        | 3-2      | Finlande       |
| Biélorussie        | 5-0      | Portugal       |
| Finlande           | 3-2      | Bulgarie       |
| Finlande           | 4-1      | Portugal       |
| Groupe D           |          |                |
| Russie             | 5-0      | Norvège        |
| Russie             | 5-0      | Afrique du Sud |
| Russie             | 5-0      | Moldavie       |
| Norvège            | 3-2      | Afrique du Sud |
| Norvège            | 4-1      | Moldavie       |
| Afrique du Sud     | 5-0      | Moldavie       |
| Groupe E           |          |                |
| Suisse             | 4-1      | Slovaquie      |
| Suisse             | 4-1      | Slovénie       |
| Suisse             | 5-0      | Chypre         |
| Slovénie           | 5-0      | Slovaquie      |
| Slovénie           | 5-0      | Chypre         |
| Slovaquie          | 4-1      | Chypre         |
| Groupe F           |          |                |
| États-Unis         | 4-1      | Hongrie        |
| États-Unis         | 3-2      | Islande        |
| Islande            | 4-1      | Hongrie        |

| Groupe W   | Groupe W | Groupe W       |
| ---------- | -------- | -------------- |
| Danemark   | 5-0      | Allemagne      |
| Danemark   | 3-2      | Russie         |
| Danemark   | 5-0      | Écosse         |
| Allemagne  | 3-2      | Russie         |
| Allemagne  | 5-0      | Écosse         |
| Russie     | 5-0      | Écosse         |
| Groupe X   |          |                |
| Angleterre | 5-0      | Pérou          |
| Angleterre | 4-1      | États-Unis     |
| Angleterre | 5-0      | France         |
| France     | 5-0      | Pérou          |
| France     | 3-2      | États-Unis     |
| États-Unis | 4-1      | Pérou          |
| Groupe Y   |          |                |
| Suède      | 4-1      | Canada         |
| Suède      | 4-1      | Pays de Galles |
| Suède      | 5-0      | Bulgarie       |
| Canada     | 4-1      | Pays de Galles |
| Canada     | 4-1      | Bulgarie       |
| Bulgarie   | 3-2      | Pays de Galles |
| Groupe Z   |          |                |
| Pays-Bas   | 5-0      | Ukraine        |
| Pays-Bas   | 5-0      | Pologne        |
| Pays-Bas   | 5-0      | Suisse         |
| Ukraine    | 4-1      | Pologne        |
| Ukraine    | 5-0      | Suisse         |
| Pologne    | 3-2      | Suisse         |

| Demi-finales    | Demi-finales | Demi-finales |
| --------------- | ------------ | ------------ |
| Danemark        | 3-0          | Angleterre   |
| Pays-Bas        | 3-1          | Suède        |
| Troisième place |              |              |
| Suède           | 3-2          | Angleterre   |
| Finale          |              |              |
| Danemark        | 3-1          | Pays-Bas     |

### ÀNew Delhi, Inde
| Groupe A  | Groupe A | Groupe A  |
| --------- | -------- | --------- |
| Inde      | 5-0      | Australie |
| Inde      | 5-0      | Sri Lanka |
| Inde      | 4-1      | Singapour |
| Singapour | 4-1      | Australie |
| Singapour | 5-0      | Sri Lanka |
| Australie | 4-1      | Sri Lanka |

| Groupe X       | Groupe X | Groupe X       |
| -------------- | -------- | -------------- |
| Hong Kong      | 3-2      | Indonésie      |
| Hong Kong      | 3-2      | Taipei chinois |
| Indonésie      | 4-1      | Taipei chinois |
| Indonésie      | 4-1      | Inde           |
| Taipei chinois | 5-0      | Inde           |
| Inde           | 4-1      | Hong Kong      |
| Groupe Y       |          |                |
| Corée du Sud   | 3-2      | Japon          |
| Corée du Sud   | 5-0      | Thaïlande      |
| Corée du Sud   | 5-0      | Singapour      |
| Japon          | 3-2      | Thaïlande      |
| Japon          | 5-0      | Singapour      |
| Thaïlande      | 4-1      | Singapour      |

| Demi-finales    | Demi-finales | Demi-finales |
| --------------- | ------------ | ------------ |
| Japon           | 3-1          | Hong Kong    |
| Corée du Sud    | 3-2          | Indonésie    |
| Troisième place |              |              |
| Indonésie       | 3-1          | Hong Kong    |
| Finale          |              |              |
| Corée du Sud    | 3-2          | Japon        |

## Tournoi final

### Participants
| Confédération   | Pays                        |
| --------------- | --------------------------- |
| Asie            | Corée du Sud Japon Malaisie |
| Europe          | Danemark Pays-Bas Suède     |
| Tenant du titre | Chine                       |
| Pays hôte       | Indonésie                   |

### Phase préliminaire

#### Groupe A
| Équipe    | J | G | P |
| --------- | - | - | - |
| Danemark  | 3 | 3 | 0 |
| Indonésie | 3 | 2 | 1 |
| Japon     | 3 | 1 | 2 |
| Malaisie  | 3 | 0 | 3 |

| Résultats | Résultats | Résultats |
| --------- | --------- | --------- |
| Danemark  | 4-1       | Indonésie |
| Malaisie  | 2-3       | Japon     |
| Danemark  | 4-1       | Malaisie  |
| Indonésie | 3-2       | Japon     |
| Danemark  | 3-2       | Japon     |
| Indonésie | 5-0       | Malaisie  |

#### Groupe B
| Équipe       | J | G | P |
| ------------ | - | - | - |
| Chine        | 3 | 3 | 0 |
| Corée du Sud | 3 | 2 | 1 |
| Pays-Bas     | 3 | 1 | 2 |
| Suède        | 3 | 0 | 3 |

| Résultats    | Résultats | Résultats    |
| ------------ | --------- | ------------ |
| Chine        | 5-0       | Pays-Bas     |
| Corée du Sud | 5-0       | Suède        |
| Chine        | 5-0       | Suède        |
| Corée du Sud | 5-0       | Pays-Bas     |
| Chine        | 5-0       | Corée du Sud |
| Pays-Bas     | 3-2       | Suède        |

### Phase finale

#### Tableau
|  | Demi-finales | Demi-finales |       |   | Finale | Finale |
|  | Demi-finales | Demi-finales |       |   | Finale | Finale |
|  |              |              |       |   |        |        |
|  |              |              |       |   |        |        |
|  |              |              |       |   |        |        |
|  | Chine        | 3            |       |   |        |        |
|  | Chine        | 3            |       |   |        |        |
|  | Indonésie    | 0            |       |   |        |        |
|  | Indonésie    | 0            | Chine | 3 |        |        |
|  |              |              | Chine | 3 |        |        |
|  |              | Danemark     | 0     |   |        |        |
|  | Corée du Sud | Danemark     | 0     | 0 |        |        |
|  | Corée du Sud |              |       | 0 |        |        |
|  | Danemark     | 3            |       |   |        |        |
|  | Danemark     | 3            |       |   |        |        |

#### Demi-finales
| 17 mai | Chine                 | 3 - 0 | Indonésie                       | Score      |
| ------ | --------------------- | ----- | ------------------------------- | ---------- |
| SD     | Gong Zhichao          | 1-0   | Ellen Angelina                  | 11-2, 11-1 |
| DD     | Ge Fei / Gu Jun       | 1-0   | Eliza Nathanael / Deyana Lomban | 15-9, 15-7 |
| SD     | Dai Yun               | 1-0   | Yuli Marfuah                    | 11-6, 11-4 |
| DD     | Qin Yiyuan / Gao Ling | -     | Eti Tantra / Cynthia Tuwankotta | non joué   |
| SD     | Ye Zhaoying           | -     | Ninik Masrikah                  | non joué   |

| 17 mai | Corée du Sud                  | 0 - 3 | Danemark                           | Score      |
| ------ | ----------------------------- | ----- | ---------------------------------- | ---------- |
| SD     | Kim Ji-hyun                   | 0-1   | Camilla Martin                     | 5-11, 7-11 |
| SD     | Lee Kyung-won                 | 0-1   | Mette Sørensen                     | 8-11, 3-11 |
| DD     | Lee Hyo-jung / Chung Jae-hee  | 0-1   | Helene Kirkegaard / Rikke Olsen    | 5-15, 6-15 |
| SD     | Kim Kyeung-ran                | -     | Mette Pedersen                     | non joué   |
| DD     | Lee Kyung-won / Yim Kyung-jin | -     | Camilla Martin / Mette Schjoldager | non joué   |

#### Finale
| 20 mai | Chine                 | 3 - 0 | Danemark                              | Score      |
| ------ | --------------------- | ----- | ------------------------------------- | ---------- |
| SD     | Gong Zhichao          | 1-0   | Camilla Martin                        | 11-9, 11-5 |
| DD     | Ge Fei / Gu Jun       | 1-0   | Helene Kirkegaard / Rikke Olsen       | 15-2, 15-9 |
| SD     | Dai Yun               | 1-0   | Mette Sørensen                        | 11-8, 11-1 |
| DD     | Qin Yiyuan / Gao Ling | -     | Ann-Lou Jørgensen / Mette Schjoldager | non joué   |
| SD     | Ye Zhaoying           | -     | Mette Pedersen                        | non joué   |